# 罗文俊
羅文俊（1789年—1850年），字泰瞻，号罗邨。广东南海南莊人。

## 生平
早年師從黄培芳。嘉慶二十四年（1819年）己卯科举人，道光二年（1822年）壬午恩科殿試金榜進士一甲第三名，授翰林院編修。历任陕甘、山东、山西、浙江学政，李鸿藻等人都是其門生。道光十三年（1833年）升左春坊左庶子，补翰林院侍讲学士。